# ケント・フリック
ケント・フリック（Kent Frick、1966年6月16日 - ）は、アメリカ合衆国（カリフォルニア州ロサンゼルス）出身の外国人タレント。身長192cm。

## 来歴・人物
13歳まではアメリカを拠点に、その後は日本で芸能活動を開始。古くは「ぎんざNOW!」にも出演したという。FM Yokohamaでは1993年10月の同社の横浜ランドマークタワー移転時より、長年にわたりラジオDJを務めている。
1988年のものまね番組での優勝が、日本の芸能界入りのきっかけという説がある。効果音の声帯模写を得意とし、「発表!日本ものまね大賞」などに出場した。
かつては「サムシングリアル」という事務所に在籍していた。
ちなみに二重人格者であるため同一人物かどうか分からない人もいる。

## 出演（現在）
- メラタデマンデー（FMヨコハマ、2021年4月 - ）
- さんタク（フジテレビ、ナレーター）

## 出演（過去）

### ラジオ番組
- ハマラジチャート 電リクTOP40→YOKOHAMA TOP40（FMヨコハマ、1993年10月 - 2003年3月）
- YOKOHAMA TOP20（FMヨコハマ、2003年4月 - 2004年3月）
- YOKOHAMA TOP30（FMヨコハマ、2004年3月 - 2012年3月）
- ケントとたかおのSUNDAY CAFE（FMヨコハマ、2012年7月 - 2012年9月）
- メラタデサンデー（FMヨコハマ、2012年4月 - 2021年3月）

### テレビ番組
- 黒船MOCOMOCO（日本テレビ、司会）
- 映画ガイジンK（フジテレビ「JOCX-TV2」、司会）
- 料理の鉄人（フジテレビ、ナレーター）
- FUN（日本テレビ、ナレーター）
- フルーツサンデー（NHKBS2、2代目司会）

### テレビドラマ
- 野望の国（日本テレビ、1989年） - アーネスト・サトウ 役
- 去年ルノアールで 7話（テレビ東京、2007年）

### 映画
- スワロウテイル（1996年） - デイヴ 役

### オリジナルビデオ
- 怪獣の観た夢（1992年）
- ザ・ギャンブラー（1992年）

### 舞台
- シーサイド・スーサイド（2004年） - アイセン（天使） 役

### 声優
- SWITCH（1993年、ゲームソフト）
- CRAZY TAXI（1999年、ゲームソフト）
- OH!スーパーミルクチャン（2000年、テレビアニメ）

### ラジオCM
- ワットマン

## ディスコグラフィ

### シングル
| 発売日         | No.            | タイトル                                   | 規格           | 規格品番       |
| 日本コロムビア | 日本コロムビア | 日本コロムビア                             | 日本コロムビア | 日本コロムビア |
| -------------- | -------------- | ------------------------------------------ | -------------- | -------------- |
| 1998年5月21日  | 1              | ようこそ Sunny day                         | CD             | CODC-1515      |
| 1998年5月21日  | 2              | ようこそ Sunny day（オリジナル・カラオケ） | CD             | CODC-1515      |
| 1998年5月21日  | 3              | アイコトバ                                 | CD             | CODC-1515      |
| 1998年5月21日  | 4              | アイコトバ（オリジナル・カラオケ）         | CD             | CODC-1515      |